# Kan (Kirgisistan)
Kan (kirgisisch Кан) ist ein Dorf in Kirgisistan mit – Stand 2021 – 661 Einwohnern.

## Geographie
Das Dorf liegt im Rajon Batken des Oblus Batken. Es ist der Landgemeinde Daryja untergeordnet. Es liegt 62 Kilometer von Batken entfernt am Fluss Soʻx. Das nächstgelegene Dorf ist Tunuk-Suu. Beim Dorf befindet sich die Festung Kan.

## Bevölkerung
| Jahr | Einwohner |
| ---- | --------- |
| 2002 | 570       |
| 2009 | 626       |
| 2021 | 661       |